# Panton
Panton (Панто́н) — чехословацкий, а затем чешский лейбл и музыкальный издательский дом чешского музыкального фонда, основанного в 1968 году.
В Чехословакии он был одним из трёх основных государственных лейблов, вместе с Supraphon и Opus.
Panton функционировал до середины 1990-х годов. Теперь его музыкальный каталог принадлежит Supraphon.

## Известные исполнители, записывавшиеся на лейбле
- Феликс Словачек
- Группа «Dr. Max»
- Гана Гегерова
- Павел Добеш
- Группа «Stromboli»
- Карел Крыл
- Ян Верих
- Группа «Progres 2»
- Петр Новак
- Вера Шпинарова
- Группа «Blue Effect»
- Валерия Чижмарова
- Иржи Корн и группа «Rebels»
- Итка Зеленкова
- Группа «KTO»
- Эва Олмерова
- Яромир Ногавица
- Группа «Pražský výběr»
- «Spirituál Kvintet»
- Ива Биттова и Павел Файт
- Группа «Synkopy 61»